# Santiso
Santiso ist eine spanische Gemeinde in der Provinz A Coruña der Autonomen Gemeinschaft Galicien. Die Gemeinde hat 1.453 Einwohner (Stand: 2024). Das touristische Hauptinteresse der Gemeinde ist zweifelsohne die Landschaft. Die kontinuierliche Abfolge von Hügeln und Tälern, bedeckt mit einer dichten und abwechslungsreichen Vegetation, zwischen der sich kleine Dörfer und Weiler verstecken und verlieren, geben ihr ein malerisches Aussehen.

## Lage
Die Gemeinde Santiso befindet sich im Südosten der Provinz A Coruña. Der Fluss Ulla, der durch den Stausee von Portodemouros verbreitert wurde, trennt sie von den Gemeinden Vila de Cruces und Agolada in Pontevedra. Im Norden und Westen grenzt sie an Arzúa, im Nordosten an Mellide und im Osten an Palas de Rei, in der Provinz Lugo. Es ist Teil der Comarca Terra de Melide, zusammen mit den Gemeinden Mellide, Sobrado und Toques.

## Demografie
Quelle: INE-Archiv – grafische Aufarbeitung für Wikipedia

## Gemeindegliederung
Die Gemeinde Santiso ist in 17 Parroquias gegliedert:
| Parroquias        | Patrozinium  | Einwohner 2024 | Fläche km² | Dichte Einw./km² | Höhe msnm | Ortskennzahl |
| ----------------- | ------------ | -------------- | ---------- | ---------------- | --------- | ------------ |
| Barazón           | Santa María  | 119            | 6,49       | 18               | 332       | 15079020000  |
| Beigondo          | San Cosme    | 53             | 6,17       | 9                | 328       | 15079030000  |
| Belmil            | San Pedro    | 67             | 2,74       | 24               | 359       | 15079040000  |
| Liñares           | Santiago     | 25             | 2,24       | 11               | 362       | 15079050000  |
| Mourazos          | San Xurxo    | 39             | 9,52       | 4                | 312       | 15079060000  |
| Niñodaguia        | San Paio     | 57             | 6,35       | 9                | 346       | 15079070000  |
| Novela            | Santa María  | 57             | 2,80       | 20               | 341       | 15079080000  |
| Pezobre           | San Cristovo | 120            | 5,44       | 22               | 275       | 15079090000  |
| Pezobrés          | Santo Estevo | 102            | 3,09       | 33               | 388       | 15079100000  |
| A Ponte Arcediago | San Xoán     | 92             | 1,78       | 52               | 335       | 15079010000  |
| Ribadulla         | San Vicenzo  | 77             | 3,75       | 21               | 316       | 15079120000  |
| San Román         | San Pedro    | 99             | 4,93       | 20               | 394       | 15079130000  |
| Santaia de Rairiz | Santaia      | 92             | 2,11       | 44               | 367       | 15079110000  |
| Santiso           | Santa María  | 55             | 1,86       | 30               | 376       | 15079140000  |
| Serantes          | Santaia      | 72             | 1,59       | 45               | 396       | 15079150000  |
| Vimianzo          | Santa María  | 49             | 5,27       | 9                | 436       | 15079160000  |
| Visantoña         | San Xoán     | 298            | 11,79      | 25               | 333       | 15079170000  |

## Wirtschaft
| Ackerbau, Viehzucht und Fischerei                                                  | 163 | 029,74 |
| Industrie                                                                          | 056 | 010,22 |
| Bauwirtschaft                                                                      | 053 | 09,67  |
| Dienstleistungsbetriebe                                                            | 276 | 050,36 |
| Total                                                                              | 548 | 100,00 |
| * Daten aus dem Statistischen Amt für Wirtschaftliche Entwicklung in Galicien, IGE |     |        |